# Religioni in Thailandia

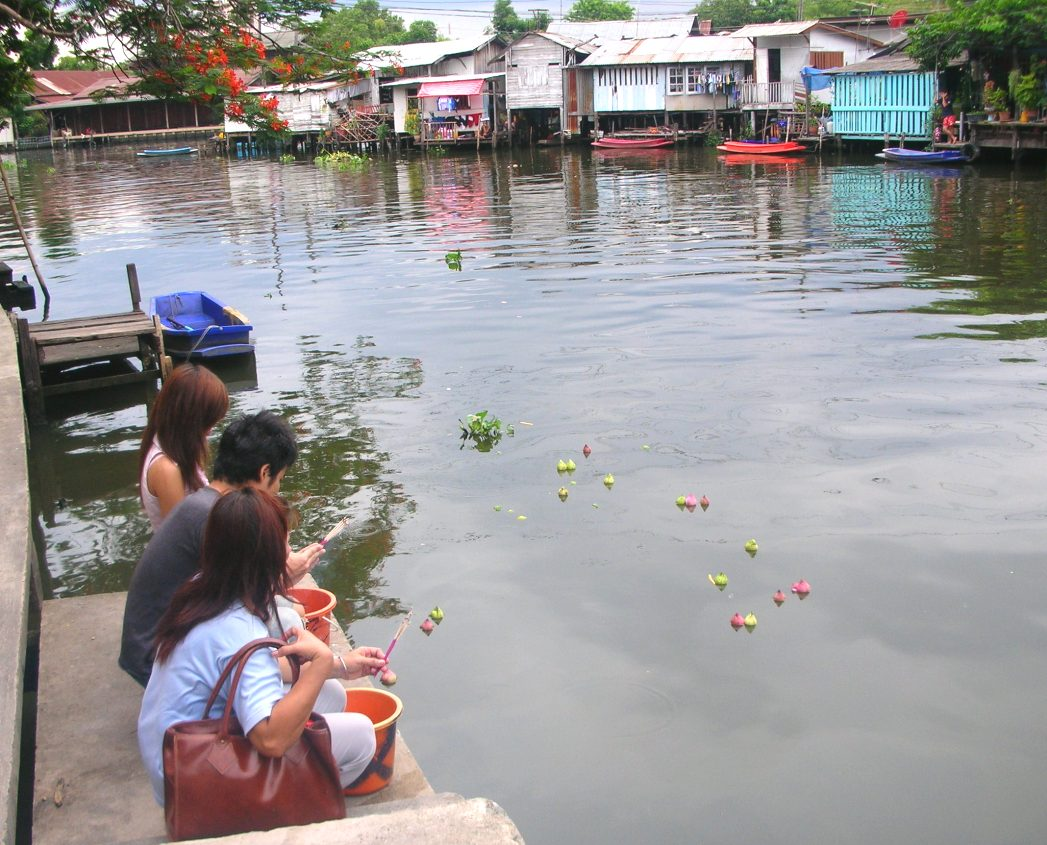
Offerte di fiori in riva al fiume a "Phra Khanong".

Nella costituzione della Thailandia non esiste una religione di Stato ufficiale, il che garantisce la libera espressione dell'identità religiosa per tutti i cittadini, anche se il re per legge è tenuto a professare il buddhismo. Secondo l'Ufficio nazionale di Statistica di Thailandia, nel 2015 il 94,6% della popolazione era buddhista, il 2º gruppo religioso era quello musulmano col 4,3% e il 3º quello dei cristiani con l'1,02%.
 I musulmani sono presenti soprattutto nelle province meridionali di Pattani, Yala e Narathiwat, in prevalenza di etnia malese, e parte della provincia di Songkhla e di Chumphon, dove sono presenti sia thai che malesi.
Una piccola ma influente comunità di sikh è altresì presente ed alcuni piccoli gruppi di indù vivono nelle città, entrambi impegnati nel commercio al dettaglio. Vi si trova anche una piccola comunità ebraica risalente al XVII secolo. A partire dai primi anni 2000, attivisti musulmani del sud, generalmente descritti come terroristi e/o separatisti, hanno dato luogo a imponenti manifestazioni contro il governo centrale a causa della presunta corruzione e dei pregiudizi etnici da parte dei funzionari pubblici.
 Formalmente responsabile per la registrazione dei gruppi religiosi è il "Dipartimento della Religione", attualmente sottoposto al Ministero della Cultura; ogni formazione religiosa detiene le sue proprietà tramite fondazioni legalmente stabilite. Alla stessa maniera la polizia che si occupa d'immigrazione concede i visti e i permessi di lavoro ai missionari di tutte le religioni che ne facciano richiesta, sotto la dicitura di "lavoratori religiosi espatriati".

## Buddhismo

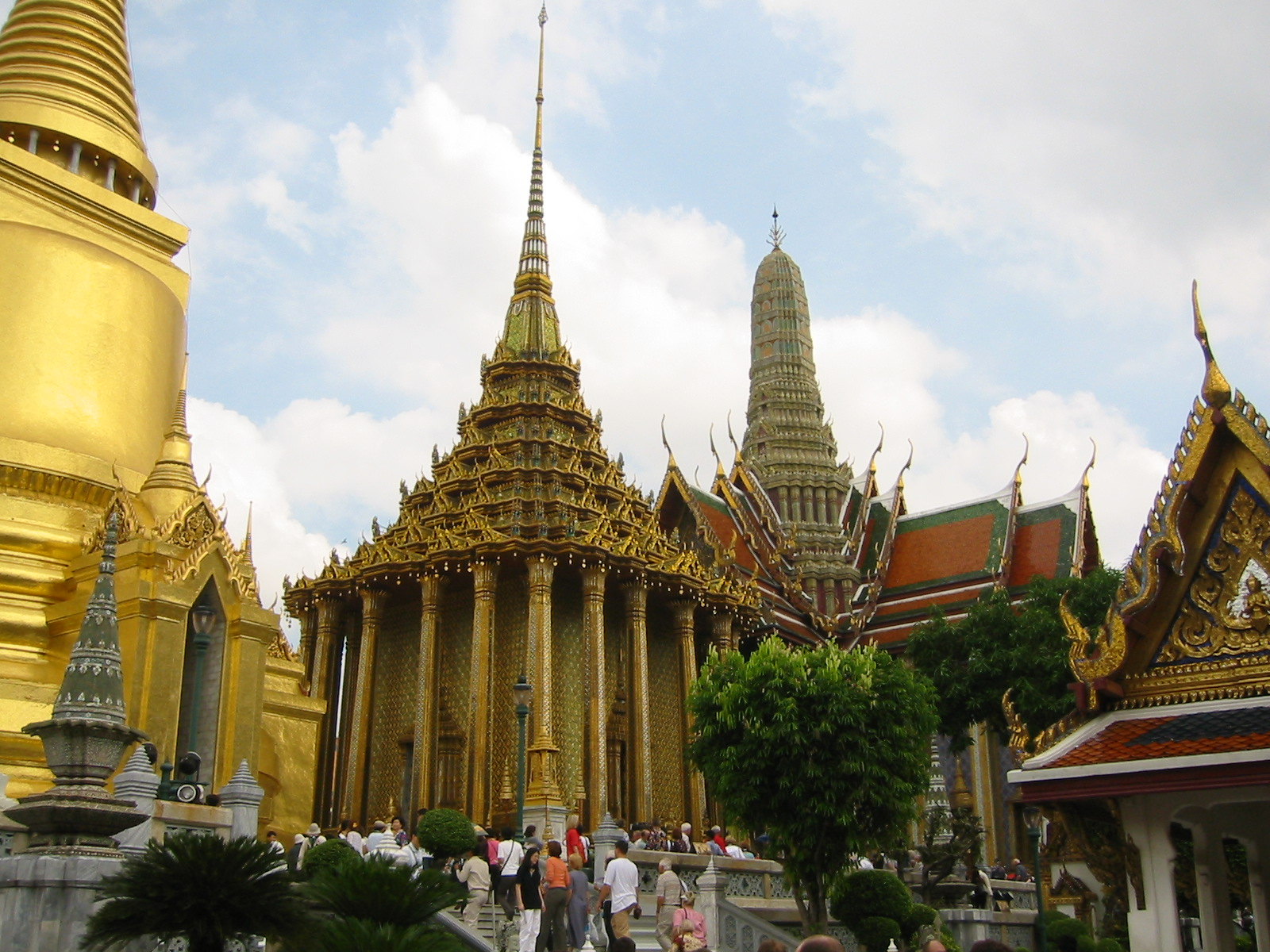
Il complesso templare buddhista thai di Wat Phra Kaew, Phra Monod, annesso al Gran Palace di Bangkok.

La forma predominante di buddhismo in Thailandia è quella della scuola theravada (quasi il 95%), anche se poi la pratica buddhista si è di fatto integrata con le varie credenze etniche-popolari e del folklore locale, primo fra tutti il culto degli antenati, ma anche le varie credenze della religione popolare cinese. I templi buddhisti thailandesi sono caratterizzati da alti stupa dorati, la cui architettura è simile a quella di altri paesi del Sudest asiatico (in particolare Cambogia e Laos, con cui la Thailandia condivide almeno in parte un patrimonio culturale e storico.

## Islam

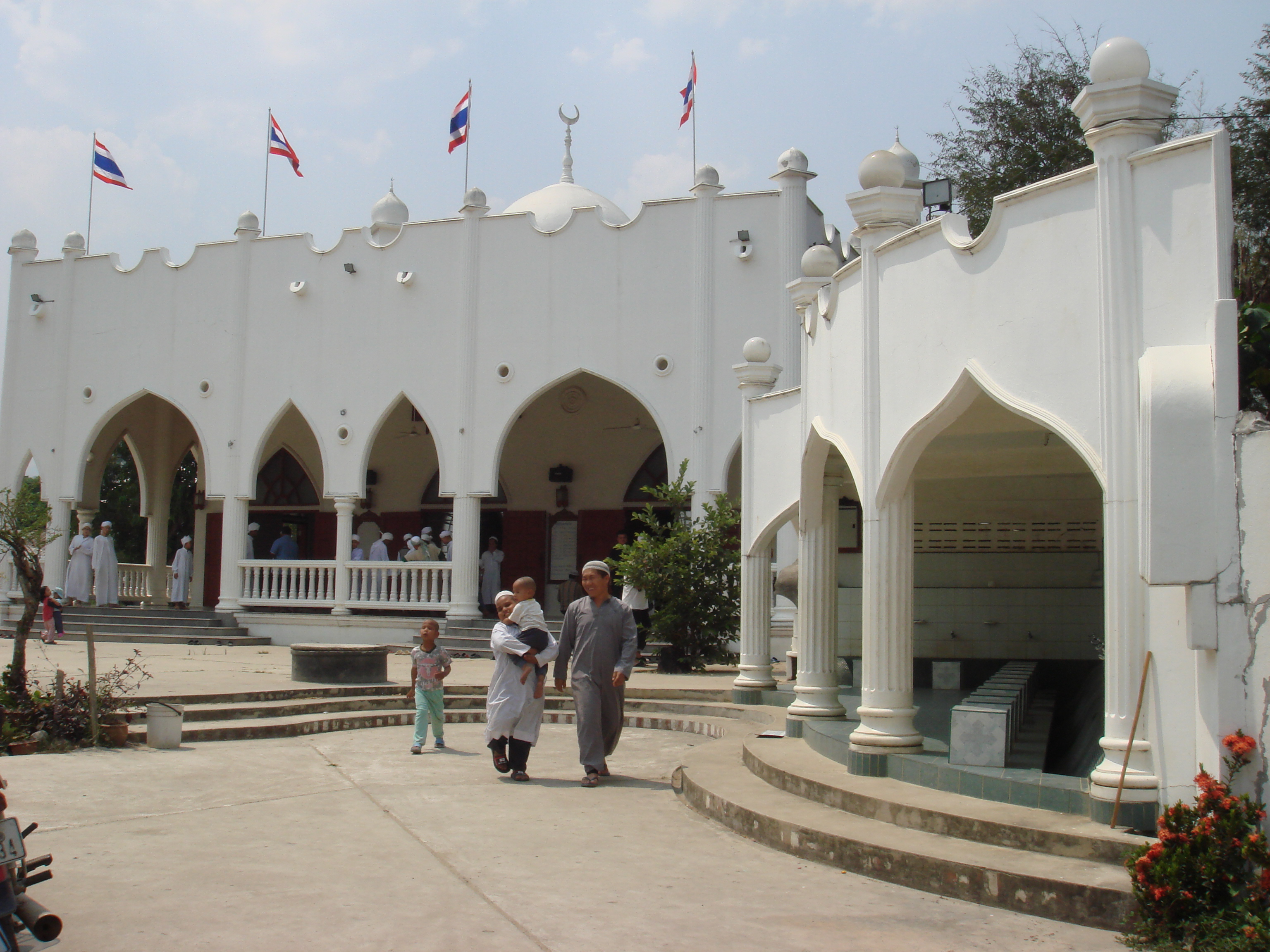
Interno d'una moschea thai utilizzata da immigrati cinesi nel distretto di Pai, in Thailandia del Nord

Secondo uno studio, nel 2000 il 5,5% dei thailandesi era di religione islamica. Secondo un altro studio, nel 2005 i musulmani thailandesi erano il 4,56% della popolazione totale, generalmente più giovani della restante popolazione.
Il 18% dei musulmani thailandesi si concentra nelle tre province più meridionali del regno, dove costituiscono la maggioranza della popolazione locale. Il resto si trova sparso per tutto il paese, con concentrazioni a Bangkok e in altre province meridional. Secondo l'ufficio nazionale di statistica nel 2005 i musulmani nella parte meridionale del paese costituivano il 30,4% degli abitanti sopra i 15 anni di età, mentre nelle regioni a nord sommavano a meno del 3%. 
Circa i 2/3 dei credenti sono di etnia malese e la maggior parte parla un dialetto della lingua malese. Il resto della popolazione musulmana in Thailandia si trova ad esser molto variegata, con gruppi etnici migrati dalla Repubblica popolare cinese, oltre che da Birmania, Pakistan, Cambogia, Bangladesh e Indonesia.
Per diversi secoli il titolo Phraya Chularatchamontri, che spetta al capo della comunità musulmana thai, consulente del re per gli affari islamici e sovrintendente ai commerci con i Paesi musulmani e a quelli interni degli stessi musulmani, fu assegnato a rappresentanti dell'esigua ma benestante comunità sciita di origine persiana presente nel Paese, spesso a membri dell'aristocratica famiglia Bunnag. La stragrande maggioranza degli islamici in Siam è però sunnita, tradizionalmente in contrasto con il governo centrale da quando faceva parte del Regno di Pattani, nell'odierna Thailandia del Sud. L'annessione del regno al Siam e altri eventi come il trattato firmato con i britannici nel 1902 che aveva assegnato al Siam i territori che erano parte del regno stesso, acuirono le tensioni.
Le continue rivolte dei sunniti di etnia malese per emanciparsi dal controllo di Bangkok fecero sì che nel 1936, quando morì l'ultimo Chularatchamontri Bunnag, la carica non venisse assegnata. Nel 1945, con la fine della seconda guerra mondiale in cui il Paese era stato trascinato nel conflitto al fianco dei giapponesi dal dittatore militare Plaek Phibunsongkhram, per la prima volta il governo fu in mano di civili. Il deposto dittatore aveva avviato un processo di thaificazione dei ribelli sunniti e i nuovi governanti cercarono di venire incontro alle loro esigenze. Tra le iniziative in questo senso vi fu la nomina a Phraya Chularatchamontri di un sunnita, ed anche tutti i suoi successori sono stati scelti tra i sunniti.
Le proteste dei gruppi islamici separatisti del sud ripresero con vigore nei primi anni 2000 e furono circa 7 000 i morti che ne derivarono tra il 2004 e il 2018. La Malaysia dal 2015 fa da mediatore fra le parti, ma senza ottenere risultati concreti.

## Induismo
Sono diverse migliaia i fedeli indù che vivono entro i confini nazionali thailandesi, concentrati soprattutto nelle grandi città. In epoche arcaiche l'antico Siam si trovava sotto il dominio dei Khmer, che aveva forti radici indù e una certa influenza rimane ancor oggi, come dimostra il poema epico thai Ramakien, basato esplicitamente sul Rāmāyaṇa induista.

Garuda, emblema della casa reale thailandese.

L'antica capitale Ayutthaya fonda il suo nome su Ayodhya, il luogo tradizionale in India della nascita del dio Rāma; rituali in uso della casta dei brahmani sono ancora di uso comune, compreso l'utilizzo di corde sacre per le benedizioni e la distribuzione dell'acqua lustrale dalle conchiglie. Diverse divinità induiste vengono ancora adorate da molti thailandesi, nonostante il fatto che siano ufficialmente buddhisti, e diverse sono le statue di Ganesh, Indra, Shiva nel Paese.
Nei pressi dell'aeroporto internazionale della capitale (vedi Aeroporto di Bangkok-Suvarnabhumi) si trova in bella mostra una copia del "manthan Samudra" o zangolatura dell'universo (storia che appare in molti Purāṇa oltre che nel Mahābhārata) che ha prodotto dall'oceano di latte primordiale la Via Lattea nell'alto dei cieli; vi è presente anche Visnù sulla cima della montagna nella sua forma a 4 braccia e usa il monte come perno per far girare il latte mistico delle origini.
Un'altra reliquia adottata direttamente dall'induismo è il Garuḍa, divinità simbolo della monarchia. Nel 2005 gli indù che risiedevano entro i confini nazionali costituivano poco meno dello 0,1% degli abitanti.

## Ebraismo
Una comunità ebraica in Thailandia è presente dal XVII secolo, con l'arrivo da Baghdad di un paio di famiglie di ebrei. L'attuale piccola comunità è principalmente discendente dai profughi Ashkenaziti provenienti prima dall'impero russo e in seguito dall'Unione delle Repubbliche Socialiste Sovietiche. Durante gli anni '70 e '80 del XX secolo la comunità ebraica s'è accresciuta di alcuni ebrei persiani in fuga dalle persecuzioni subite in Iran e la maggior parte d'essi a tutt'oggi risiedono a Bangkok. Altre sinagoghe attive si trovano a Phuket, Chiang Mai e nell'isola di Ko Samui, situata nell'estremità sud-occidentale del golfo di Thailandia.

## Sikhismo

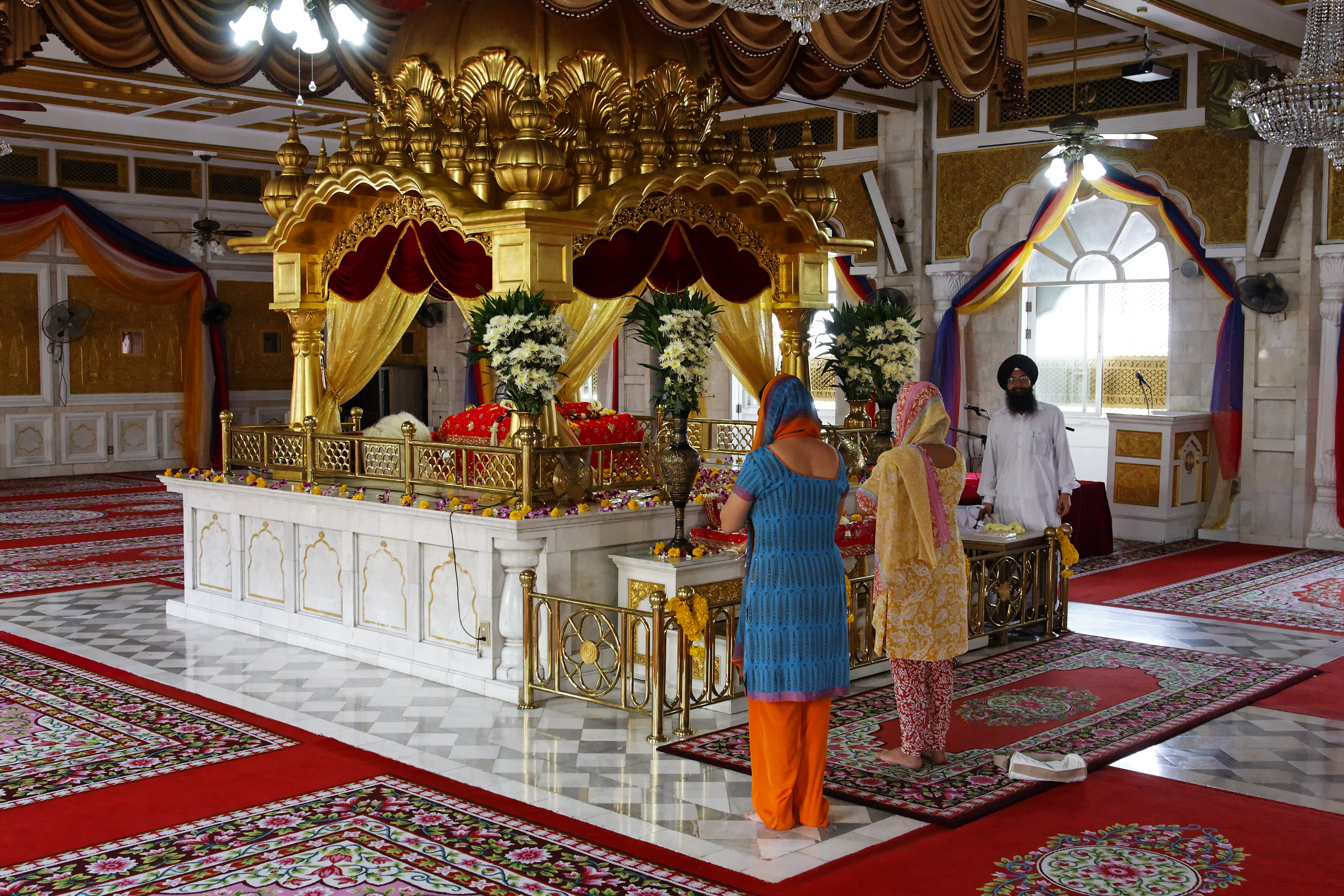
Interno del gurdwara di Pahurat a Bangkok.

Il primo sikh noto per esser giunto in Thailandia è stato "Ladha Singh" nel 1890; dopo che altri si unirono a lui, al volgere del 1911 vi si erano stabilite più di 100 famiglie, principalmente nella regione di Thonburi (che era stata per un breve periodo tra il 1768 ed il 1782 capitale del regno). Non vi era ancora nessun Gurdwara e le preghiere religiose venivano tenute in case private a rotazione in ognuno dei giorni festivi.
 Oggi la maggioranza dei sikh in Thailandia sono impegnati nel commercio e si trovano nella capitale, soprattutto nella zona di Pahurat, dove è stato eretto il gurdwara Siri Guru Singh Sabha somigliante al Tempio d'oro di Amritsar ed è il secondo più grande tempio sikh fuori dall'India.

## Cristianesimo

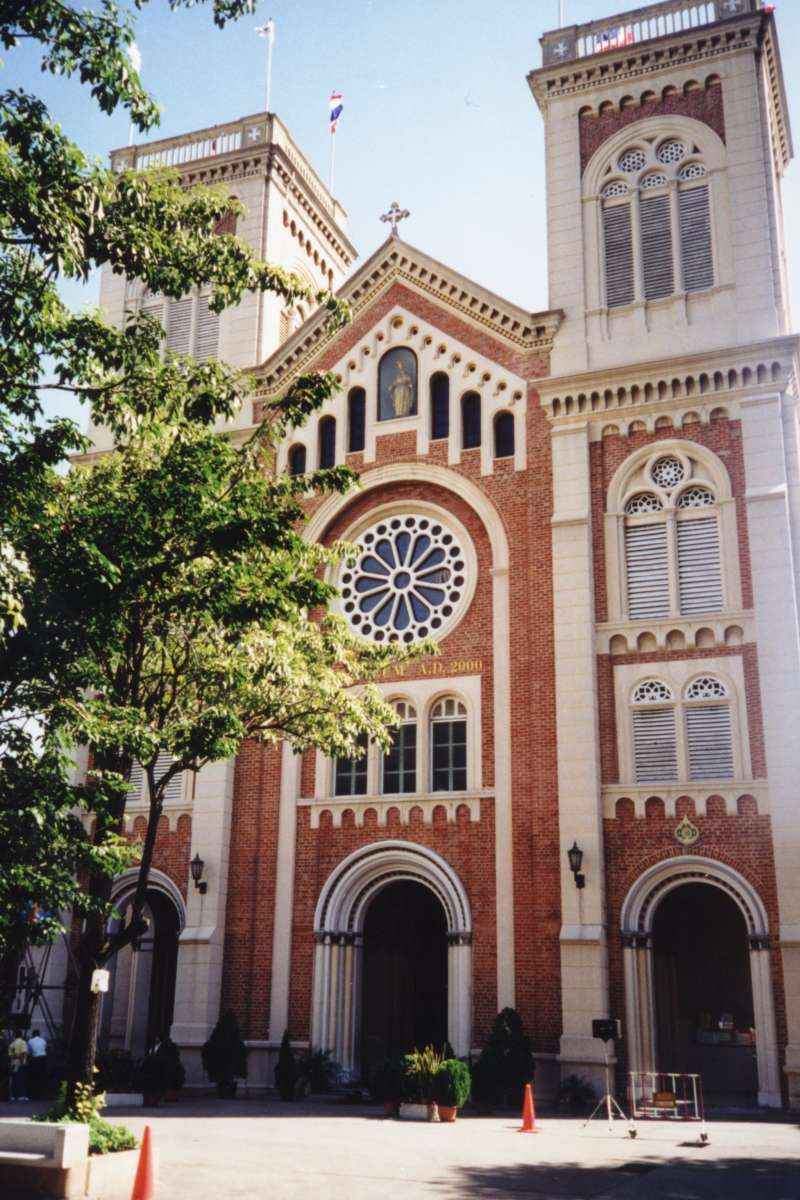
Cattedrale cattolica dedicata all'Assunzione di Maria a Bangkok.

Il cristianesimo è stato introdotto dai missionari europei a cominciare dalla metà del XVI secolo, quando alcuni mercenari portoghesi assieme al loro cappellano giunsero nell'antica capitale. Storicamente la religione cristiana ha svolto un ruolo significativo nella modernizzazione del paese, in particolare grazie ad istituzioni sociali ed educative (ad esempio orfanotrofi, scuole ed università): essa rappresenta oggi lo 0,7% della popolazione nazionale.
 Attualmente sono riconosciute cinque principali chiese cristiane, il cattolicesimo e quattro chiese protestanti: "Battisti del Sud", Avventisti del settimo giorno, la "Chiesa di Cristo thailandese" e l' "Alleanza evangelica thailandese". Anche se non ufficialmente riconosciuti i missionari della Chiesa di Gesù Cristo dei santi degli ultimi giorni sono stati attivi in Thailandia per decenni.
Vi è poi un consistente numero di gruppi di evangelici stranieri residenti che fa opera missionaria istituendo chiese e gruppi di preghiera; uno dei più grandi di essi è quello denominato "Youth With A Mission" (YWAM), con centinaia tra dipendenti stranieri a tempo pieno e personale indigeno svolgente il proprio ministero in più di 20 località diverse. Un'altra organizzazione missionaria è l'OMF International (Overseas Missionary Fellowship), che si occupa principalmente di preparare insegnanti cristiani da immettere poi nelle scuole del regno.

## Animismo

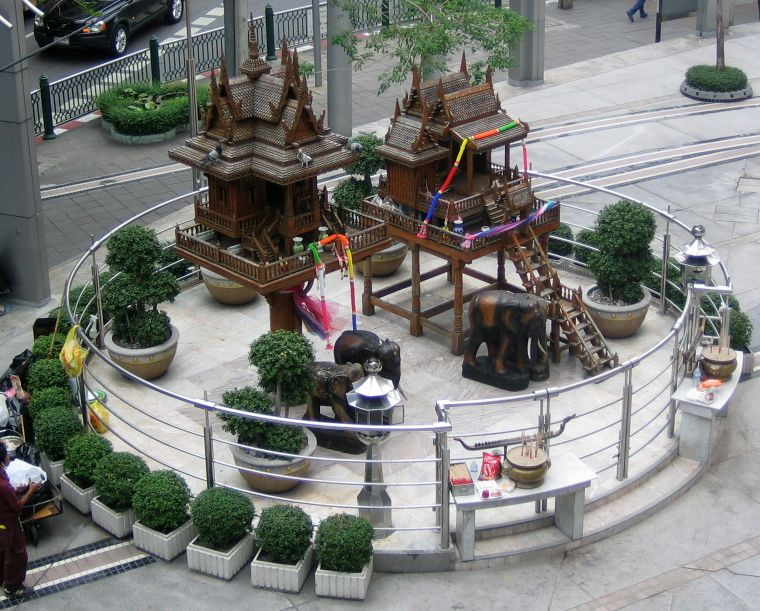
Case degli spiriti protettori in una piazzetta della capitale.

I thailandesi conservano tradizioni dell'animismo che era praticato prima dell'introduzione del buddhismo; i riti animistici, insieme a quelli del brahmanesimo e dell'induismo, fanno tuttora parte della loro vita quotidiana.  In particolare si è ipotizzato che l'associazione di due religioni così diverse come il buddhismo, legato ad aspetti squisitamente spirituali, e l'animismo, che si basa spesso su aspetti materiali, possa appagare i diversi bisogni psicologici che ciascuna delle due religioni soddisfa solo parzialmente e le renda quindi almeno in parte complementari.
Uno degli esempi a tale riguardo più diffusi nel Paese sono le case degli spiriti, santuari in miniatura di origine animista spesso raffiguranti un tempio buddhista dedicati allo spirito che protegge il luogo in cui si trovano. Sono presenti in quasi tutti i giardini delle case thailandesi e la cerimonia della loro inaugurazione è affidata a un bramino. Come nella maggior parte del Sudest asiatico, hanno invece continuato a professare esclusivamente la fede animista buona parte delle minoranze etniche presenti nelle zone rurali, in particolare nei villaggi delle montagne.

## Libertà religiosa
La legge prevede la libertà di religione ed il governo ufficiale rispetta tale diritto anche nella pratica; tuttavia non registra nuovi gruppi religiosi che non siano già stati in precedenza accolti in uno degli organi governativi religiosi esistenti. Nella pratica poi anche alle associazioni di stampo religioso non registratesi ufficialmente viene concessa piena libertà ed autonomia operativa. Il governo limita ufficialmente solo il numero dei veri e propri missionari stranieri che possono lavorare all'interno del paese.
Non vi sono state d'altra parte segnalazioni di diffusi abusi sociali o discriminazioni fondate sulla fede o sulla pratica religiosa; tuttavia in certe province di confine più a meridione, la continua violenza separatista di matrice islamista ha provocato diffidenza e screzi tra le comunità buddhista e musulmana.